# Голуб сріблястокрилий
Го́луб сріблястокрилий (Columba jouyi) — вимерлий вид голубоподібних птахів родини голубових (Columbidae), що був ендеміком Японії. Вид названий на честь американського орнітолога П'єра Луї Жуї.

## Опис
Довжина сріблястокрилого голуба становила близько 45 см, довжина крила 25 см, хвоста 17,8 см, дзьоба 23 мм, цівки 64 мм. Ці птахи мали переважно чорне забарвлення, голова у них мала рожево-фіолетовий відблиск, нижня частина спини була зеленою, а верхню частину спини прикрашало сріблясте пір'я, яке формувало смугу. Дзьоб був синьо-зеленим з жовтим кінчиком. Райдужки були коричневі, лапи пурпурово-червоні.

## Поширення і екологія
Сріблястокрилі голуби мешкали в лісах на архіпелазі Рюкю, де зустрічалися на островах Іхеядзіма, Ізенадзіма, Окінава і Ягачідзіма в групі островів Окінавських островів, а також на острові Дзамамідзіма в групі Керамських островів, та на островах Кітадайто і Мінамі Дайто в групі островів Дайто. Можливо, раніше вони зустрічалися на інших островах, наприклад на Ієдзімі.

## Вимирання
Як і всі види японських лісових голубів, сріблястокрилі голуби були дуже вразливими до знищення природного середовища, і потребували значні площі незайманих субтропічних лісів. Так, відсутність свідчень про існування цих птахів на острові Ієдзіма пояснюється тим, що ліси на цьому острові були зничною мірою знищені під поселення і сільськогосподарські угіддя ще до початку наукових досліджень. Востаннє сріблястокрилі голуби спостерігалися на Окінаві у 1904 році. На островах Дайто вони зникли після 1936 року, оскільки ліси на цих невеликих островах були повністю вирубані внаслідок заселення островів та будівництва ще до Другої світової війни. Можливо, ці птахи збереглися на деяких віддалених Окінавських островах, але на жодних з них вони не спостерігалися.